# Micrerethista bifida
Micrerethista bifida är en fjärilsart som beskrevs av Davis 1998. Micrerethista bifida ingår i släktet Micrerethista och familjen äkta malar.
Artens utbredningsområde är Brunei. Inga underarter finns listade i Catalogue of Life.